# Hemieni, Bacău
Hemieni (în maghiară Hajnal) este un sat în comuna Pârjol din județul Bacău, Moldova, România.